# Forêt nationale de Shawnee
La forêt nationale de Shawnee est une forêt fédérale protégée située dans l'Illinois, aux États-Unis. Elle s'étend sur les comtés de Hardin, Gallatin, Johnson, Jackson, Union, Alexander, Massac, Saline, et Pope, sur une surface de 1 074,91 km2. Elle a été créée en août 1933, et son siège social se trouve à Harrisburg.